# Liste der Mitglieder der Deutschen Akademie der Naturforscher Leopoldina/1674
Die Liste der Mitglieder der Deutschen Akademie der Naturforscher Leopoldina für 1674 enthält alle Personen, die im Jahr 1674 zum Mitglied ernannt wurden. Insgesamt gab es fünf neu gewählte Mitglieder.

## Mitglieder
| Nr. | Name                       | Beiname      | Geboren       | Aufnahme | Gestorben     | Bild                                                   |
| --- | -------------------------- | ------------ | ------------- | -------- | ------------- | ------------------------------------------------------ |
| 51  | Matthias Tilling           | Zephyrus II. | 18. Aug. 1634 | 13. Dez. | 1685          |                                                        |
| 52  | Salomon Reisel             | Amphion      | 24. Okt. 1624 | 24. Mai  | 22. Nov. 1701 |                                                        |
| 53  | Johannes Sigismund Elsholz |              | 26. Aug. 1623 | 24. Mai  | 28. Feb. 1688 | Johannes Sigismund Elsholz                             |
| 54  | Caspar Theophil Bierling   |              | 30. Okt. 1640 | 24. Mai  | 1693          |                                                        |
| 55  | Ehrenfried Hagendorn       | Pegasus III. | 22. Jan. 1640 | 24. Mai  | 27. Feb. 1692 | Ehrenfried Hagendorn, Stich von Johann Alexander Böner |